# میا فولیک
میا فولیک (به انگلیسی: Miya Folick؛ زادهٔ ۱۹۸۹)، خواننده و ترانه‌سرا اهل ایالات متحده آمریکا است.

## زندگی و تحصیلات
فولیک در سال ۱۹۸۹ در شهر سانتا آنا واقع در ایالت کالیفرنیا متولد شد.
او نصف ژاپنی و نصف اوکراینی است.
فولیک در خانواده‌ای بودایی بزرگ شد و نواختن تایکو را در یک گروه کلیسایی آموخت.
او به دبیرستان فوت‌هیل در سانتا آنا، کالیفرنیا رفت و در آنجا عضو تیم بسکتبال شد و در سال ۲۰۰۷ از آنجا فارغ‌التحصیل شد.
او گفته است که از بسکتبال لذت نمی‌برد.
فولیک از سال ۲۰۰۷ تا ۲۰۰۹ به ادامه تحصیل در رشته بازیگری در دانشگاه نیویورک پرداخت اما در سال ۲۰۰۹ به دانشگاه دانشگاه کالیفرنیای جنوبی منتقل شد و در سال ۲۰۱۱ در همان دانشگاه با مدرک لیسانس فارغ‌التحصیل شد.
در فاصله بین ترم ها، یکی از دوستان دبیرستانش به او یاد داد که چگونه گیتار بزند.
و پس از آن، او با استفاده از نرم‌‌افزار تیندر پروفایلی ایجاد کرد که در آن نوشت: "به دنبال گروه." و گروه خودش را شروع کرد.